# 帚菊属
帚菊属（学名：Pertya）是菊科下的一个属，为灌木植物。该属共有18种，分布于日本至阿富汗。